# Олимпийский комитет Черногории
Олимпийский комитет Черногории (серб. Црногорски олимпијски комитет, черног. Crnogorski Olimpijski Komitet) — организация, представляющая Черногорию в международном олимпийском движении. Основан в 2006 году; зарегистрирован в МОК в 2007 году.
Штаб-квартира расположена в Подгорице. Является членом МОК, ЕОК и других международных спортивных организаций. Осуществляет деятельность по развитию спорта в Черногории.